# Mabini, Bohol
Mabini là đô thị hạng 4 ở tỉnh Bohol, Philippines. Theo điều tra dân số năm 2007, đô thị này có dân số 28.788 người.

## Các đơn vị hành chính
Mabini về mặt hành chính được chia thành 22 khu phố (barangay).
| - Abaca - Abad Santos - Aguipo - Concepcion (Banlas)1 - Baybayon - Bulawan - Cabidian - Cawayanan - Del Mar - Lungsoda-an - Marcelo | - Minol - Paraiso - Poblacion I - Poblacion II - San Isidro - San Jose - San Rafael - San Roque (Cabulao) - Tambo - Tangkigan - Valaga |